# Pitcairnia angustifolia
Espèce
Pitcairnia angustifolia est une espèce de plantes à fleurs de la famille des Bromeliaceae. Son aire de répartition naturelle s'étend de Porto Rico aux Petites Antilles. C'est une plante vivace qui pousse principalement dans le biome tropical humide.
.

## Description
Pitcairnia angustifolia est une espèce terrestre aux feuilles longuement linéaires et dont la face inférieure est densément écailleuse à aspect tomenteux grisâtre. Les marge présentent de petites dents, au moins à la base. L'inflorescence est dressée, souvent lâche et ramifiée, rarement à épi simpledensiflore. Les bractées florales les plus basses sont nettement plus courtes que les sépales.

## Dénominations
Ce taxon porte en français le nom vernaculaire ou normalisé suivant : Ananas rouge bâtard, Ananas falaise/.
En espagnol cette plante porte le nom commun de pina cortadora et, en anglais, clapper.

## Systématique
Le nom correct complet (avec auteur) de ce taxon est Pitcairnia angustifolia Aiton.
Pitcairnia angustifolia a pour synonymes :
- Hepetis angustifolia (Aiton) Raeusch.
- Hepetis gracilis Mez
- Hepetis latifolia (Andrews ex Aiton) Mez
- Hepetis latifolia (Andrews ex Aiton) Raeusch.
- Hepetis latifolia Raeusch. ex Schultes.f.
- Hepetis platyphylla (Schrad.) Mez
- Hepetis pyramidata O.J.Rich.
- Hepetis pyramidata O.J.Rich. ex Baker
- Hepetis ramosa (J.Jacq.) Mez
- Hepetis tomentosa (F.Dietr. ex Beer) Mez
- Pitcairnia angustifolia var. simplicior Proctor & Cedeño-Mald.
- Pitcairnia angustifolia Redouté
- Pitcairnia angustifolia Ryan
- Pitcairnia angustifolia Ryan ex Schultes f.
- Pitcairnia furfuracea J.Jacq.
- Pitcairnia gracilis (Mez) Mez
- Pitcairnia intermedia K.Koch
- Pitcairnia intermedia Schult. & Schult.f.
- Pitcairnia latifolia Andrews
- Pitcairnia latifolia Andrews ex Aiton
- Pitcairnia platyphylla Schrad.
- Pitcairnia ramosa J.Jacq.
- Pitcairnia ramosa K.Koch
- Pitcairnia redouteana Schult. & Schult.f.
- Pitcairnia skinneri Baker
- Pitcairnia skinneri K.Koch
- Pitcairnia tomentosa Dieter.
- Pitcairnia tomentosa F.Dietr. ex Beer

### Étymologie
Le nom de genre Pitcairnia est dédié William Pitcairn, médecin écossais. 
Son épithète spécifique angustifolia dérive du latin angustus « étroit, resserré » et folium « feuille ».